# Antonio Sagardoy
Antonio Sagardoy OCD (* 21. September 1945 in Pitillas, Spanien) ist ein spanischer römisch-katholischer Priester, unbeschuhter Karmelit, Exerzitienbegleiter, Autor und seit 2023 Bischofsvikar in der Diözese St. Pölten.

## Leben und Wirken
Sagardoy trat 1962 in den Karmelitenorden ein und studierte Theologie in Wien, wo er auch 1969 zum Priester geweiht wurde. Nach Aufgaben als Prior in österreichischen Konventen sowie Provinzial der Unbeschuhten Karmeliten in Österreich, wurde er und Spiritual im Priesterseminar von Innsbruck wurde er 2012 von Alois Schwarz zum Bischofsvikar für das Ordensleben der Diözese Gurk-Klagenfurt berufen. Zeitgleich mit dem Amtsantritt Schwarz in St. Pölten folgte auch Sagardoy in diese Diözese. Im September 2018 bestellte Bischof Schwarz den Karmeliten Sagardoy zum Priesterseelsorger und Geistlichen Begleiter der Frauenorden in der Diözese St. Pölten. Seit 2023 ist er Bischofsvikar für das Ordensleben.
Sagardoy spirituelles Schaffen umfasst die Leitung von Exerzitien und zahlreiche Veröffentlichungen zur Spiritualität des Karmel.

## Veröffentlichungen (in Auswahl)
- Teresa von Ávila : trotzdem liebe ich die Kirche. Styria Premium, Wien/Graz/Klagenfurt 2014, ISBN 978-3-222-13464-7.
- Die Bewohner der Burg : Gedanken zur Seelenburg. Verlag Christliche Innerlichkeit, Wien 2011, ISBN 978-3-901797-38-5.
- Teresa von Avila – viele Wege zu Gott. Verlag Christliche Innerlichkeit, Wien 2015, ISBN 978-3-901797-55-2.
- Es begann in Bethlehem. Verlag Christliche Innerlichkeit, Wien 2010, ISBN 978-3-901797-37-8.